# Тропически гори на Суматра
Тропическите гори на Суматра е името на мястото, което през 2004 г. става част от Списъка на световното културно и природно наследство на ЮНЕСКО. Мястото обхваща три индонезийски национални парка на остров Суматра: Gunung Leuser, Kerinci-Seblat и Barisan Selatan. То отговаря на три от четирите критерия за приемане в списъка за световно носледство: природна красота (vii), изключителен пример за екологични и биологични процеси (ix) и значими места за обитаване на защитени водове (x). От 2011 г. е включен в списъка на застрашени обекти на световното наследство на Юнеско, тъй като девствените гори са заплашени от разширяването на земеделските земи, от строителството на пътища и недостатъчното налагане на закона за защитата им.

## Разположение и климат
Общата площа на защитените тропически гори е 25.000 км². Трите национални парка имат следните площи:
- Национален парк Gunung Leuser: 8,629,75 км²
- Национален парк Kerinci Seblat: 13,753,5 км²
- Национален парк Barisan Selatan: 3,568 км²

Националният парк Gunung Leuser, намиращ се в северната част на острова е дълъг 150 км., над 100 км широк и е основно в планински район. 40% от площта на парка са стръмни склонове и на една надморска височина над 1500 м. Само 12% от парковата площ в неговата южна част се намира под 600 м. надморска височина и се простира 25 км. покрай брега. Осем планински върха са с височина над 2700 м. Най-високата точка е 3466 м. на връх Gunung Leuser.
Националният парк Kerinci Seblat се разполага в средата на острова на над 350 км. по дължината на хребета Барисан. Той има средна широчина 45 км. и има средна надморска височина 2000 м. В северната половина на изток се простира по-ниска планинска верига с височина от 800 м. до 1500 м. Три четвърти от парка са стръмни склонове. Най-високата точка е действащият вулкан Керинчи с височина 3805 м.
Националният парк Barisan Selatan е с дължина 350 км. и средна широчина 45 км. Северните две трети са скалисти и със средна височина 1500 м. Южната половина е разположена на по-малка височина. В парка започват много реки и и има много езера и горещи извори.

## Флора и фауна
Националният парк Gunung Leuser принадлежи към 18-те региона в Индонезия, които са класифицирани от Световният фонд за природата
като част от 200-те най-важни екологични региона за защита на биоразнообразието в света. В парка живеят 174 вида бозайници, от които 3 бр. ендемични и 21 бр застрашен вид. За по-малките видове бозайници е известно малко. Наброяват се 380 вида птици, от които 13 бр. ендемични и 52 вида застрашен вид. Някои от най-важните видове бозайници са: Суматрански орангутан (Pongo abelii), Суматрански носорог (Dicerorhinus sumatrensis) и Свинеопашат макак (Macaca nemestrina, наричан още Лапундер). Към най-важните видове птици са Суматренската синя мухоловка (Cyornis ruckii) и Белоглава патица (лат. Asarcornis scutulata). Най-важните видове растения са трупната лилия и титаничният аморфофалус (на латински: Amorphophallus titanum).
В националния парк Kerinci Seblat живеят 85 вида бозайници, от които пет ендемични и 23 бр застрашен вид. Живеят 370 бр. птици, от които 13 бр ендемични и 58 застрашен вид. Тук живеят няколко важни видове бозайници като: Борнейският димен леопард (Neofelis diardi), Малайски тапир (Tapirus indicus) и Суматрански носорог. Популацията на Суматранският тигър (или Суматрийски тигър (Panthera tigris sumatrae)) е много голяма, което го прави един от най-важните защитени области за тигрите.
В националния парк Barisan Selatan живеят 98 вида бозайници, някои от които ендимични и 25 бр. застрашен вид. Наброяват се 379 бр. птици, седем от които ендемични и 58 бр. застрашен вид. Тук живеят 59 вида влечуги и водноземни. Между бозайниците се среща суматренският слон (Elephas maximus sumatranus), а между влечугите кожестата костенурка (Dermochelys coriacea).